# Гродзиск (Семятыченский повет)
Гродзиск (пол. Grodzisk) — деревня в Семятыченском повете Подляского воеводства Польши. Административный центр гмины Гродзиск. По данным переписи 2011 года, в деревне проживало 106 человек.

## География
Деревня расположена на северо-востоке Польши, на расстоянии приблизительно 19 километров к северо-западу от города Семятыче, административного центра повета. Абсолютная высота — 159 метров над уровнем моря. К западу от Гродзиска проходит региональная автодорога 690.

## История
Согласно «Указателю населенным местностям Гродненской губернии, с относящимися к ним необходимыми сведениями», в 1905 году в селе Городиск проживало 250 человек. В административном отношении село являлось центром Городиской волости Бельского уезда (3-го стана).
В период с 1975 по 1998 годы деревня входила в состав Белостокского воеводства.

## Достопримечательности
- Православный храм во имя Св. Николая Чудотворца, 1891—1893 гг.